# Windows Live Messenger
Windows Live Messenger (comunemente chiamato MSN, mantenendo il nome delle prime versioni) è stato un client gratuito di messaggistica istantanea prodotto e supportato da Microsoft. Era disponibile per i sistemi operativi Windows XP, Vista, 7, Server 2008, Windows Mobile, macOS, iOS e Android. Microsoft ha annunciato la fine del supporto a Messenger dal 2012. Le funzionalità di messenger sono state trasferite nel client Skype, acquisito da Microsoft il 20 maggio 2011, e che ha rimpiazzato Messenger.

## Storia
Windows Live Messenger è stato l'evoluzione del precedente Windows Messenger. Denominato inizialmente MSN Messenger Service, la prima versione distribuita è stata la 1.0, disponibile dal 22 luglio 1999. Con la versione 4.6, distribuita il 23 ottobre 2001, è stato rinominato MSN Messenger ed ha assunto l'attuale denominazione con la versione 8.0 distribuita per la prima volta in versione beta il 13 dicembre 2005, assieme a Windows Live di cui è parte e si connette a .NET Messenger Service di Microsoft. Dalla versione 9.0, Windows Live Messenger era scaricabile incluso nel pacchetto multiprogramma dei prodotti Windows, Windows Live Essentials. La sua attuale denominazione, più lunga, non è entrata però nel lessico degli utenti italiani, che prediligono tuttora la forma inesatta "Msn": ad essa viene associata una contrattura del termine "messenger", mentre si tratta invece dell'acronimo MSN che indica l'intero network Microsoft.
Il 6 novembre 2012 Microsoft, con un messaggio sul blog di Windows, rende noto che Windows Live Messenger dopo oltre dodici anni di sviluppo sarà abbandonato, e l'applicazione verrà ritirata, ad eccezione del mercato cinese, in favore del software Skype, già di proprietà dell'azienda di Redmond dal 20 maggio 2011. Per favorire la migrazione, Microsoft ha provveduto a rendere possibile l'accesso a Skype, a partire dalla versione 6 per Windows e OS X e dalla versione 4.1 per Linux, utilizzando un account Microsoft, ad esempio quello già usato dall'utente per accedere allo stesso Messenger, Hotmail o Outlook.com. Il ritiro è iniziato l'8 aprile 2013 ed è stato concluso per tutti gli utenti entro la fine del mese di aprile..
Alla fine dell'estate 2014, MSN ha annunciato che dopo il 31 ottobre 2014 il servizio di Msn sarebbe stato dismesso anche in Cina. Da questa data in poi, Windows Messenger è totalmente sostituito da Skype e pertanto è un programma informatico definitivamente terminato.

## Sviluppo di Windows Live Messenger

### Versione 8.0

#### Versione beta 1
La prima versione beta è stata distribuita il 13 dicembre 2005. È rimasta in linea e utilizzabile per circa un mese, fino a quando un aggiornamento automatico l'ha rimpiazzata con la versione Beta 2, la quale rende questa versione obsoleta. Importanti modifiche e funzionalità aggiunte includono:
- Introdotta la messaggistica per utenti offline.
- Opzione per cambiare il colore del tema delle finestre. Il colore di default (solo per questa versione), è stato impostato su arancio.
- Le caselle di ricerca e d'invio sono stati messe in diverse caselle arrotondate nell'area del testo.
- È stata introdotta la casella di ricerca nella finestra principale.
- È stato modificato l'elenco dei contatti. Quando si clicca con il mouse su un contatto, più dei dettagli del contatto vengono visualizzati in una casella gialla.

Bug noti in questa versione includono la funzione offline conversazione: anche se ancora pubblicizzati, nella barra di colore giallo nella parte superiore della casella di conversazione, è inutile a chi non aveva ricevuto un invito (ad esempio, scaricato da un altro sito).

#### Versione beta 2
La seconda versione beta è stata distribuita il 26 febbraio 2006. In generale, questa versione è stata migliorata, anche nei più piccoli bug nel programma. Questa versione è diventata obsoleta, costringendo gli utenti ad aggiornare il programma. Importanti modifiche e aggiunte includono:
- I Contatti di Windows[1]Live sono stati introdotti in questa versione.
- Introdotta l'opzione del trasferimento di un singolo file (non era presente nella Beta 1).
- "Aggiungi un contatto" nella finestra di dialogo migliorato.
- Colori di temi migliorati, in modo da modificare la colorazione di tutta la finestra, e non solo dell'intestazione.
- Le modifiche apportate nella finestra di conversazione incluso l'allineamento della visualizzazione immagine (ora è sul lato destro della finestra di conversazione, rispetto a Beta 1 mettendola sul lato sinistro). L'inchiostro, gli strumenti di testo e le schede, sono stati spostati a destra.
- La disponibilità dell'icona di stato è stata cambiata, per ritornare alla normale icona di tratteggio.[6]

#### Versione beta 3
Questa versione beta è stata distribuita il 2 maggio 2006, ed è quasi identica a quella finale. Importanti modifiche e aggiunte includono:
- La colorazione è migliorata in questa versione.
- Introdotte nuove icone, all'interno sia per il programma che per il desktop.
- Introdotte le chiamate da computer a telefono in questa versione, come pure uno sguardo aggiornato per la finestra di Windows Live Call.
- Cambiata l'immagine di default nel display.
- Introdotta la finestra di Windows Live Today.
- Si possono raggruppare le finestre dei messaggi.
- Introdotta l'integrazione Rhapsody. Questa funzione è disponibile solo negli Stati Uniti.
- I suoni di Messenger possono essere modificati o disattivati.[7]

#### Versione finale
La versione finale di Windows Live Messenger è stata distribuita il 19 giugno 2006.. Notevoli modifiche sono state apportate tra la Beta 3 e questa versione.

#### Versione finale aggiornata
Questa versione, distribuita il 10 agosto 2006, include miglioramenti audio e video, e sono stati risolti i bug minori.

### Versione 8.1

#### Versione beta 1
Questa versione beta di Windows Live Messenger 8.1 è stata distribuita il 30 ottobre 2006. Non sono stati fatti molti cambiamenti, ma sono state apportate svariate piccole modifiche. Le modifiche apportate comprendono:
- l'introduzione della la funzionalità di roaming dell'identità personale. Questo significa che il proprio nome da visualizzare e la foto appariranno su qualsiasi computer in cui si accede.
- l'aspetto della scheda dei contatti. In precedenza la scheda si visualizzava da un lato all'altro, tra lo spazio e le informazioni del contatto. Ora invece appare solamente tra le due parti.
- Le emoticon, la visualizzazione delle immagini di sfondo e il menu sono stati aggiornati in modo da includere un elenco dei 'recentemente usati'. Il pack è stato invece rimosso dal menu. Invece, il contenuto del pack è sparso in quattro altri menu.
- Una rubrica per gli SMS è stata aggiunta al menu principale, consentendo l'associazione e la modifica di un numero di telefono di un contatto qualsiasi, permettendo anche di scrivere messaggi di testo a un contatto.
- Le emoticon di messenger sono state aggiornate al 'nuovo look'.
- Il menu di stato include ora un pulsante per la disconnessione.
- Il pulsante "Segnala abusi" è stato aggiunto al menu Aiuto.
- Lo stato dell'utente passa ad “Occupato” quando si apre una finestra in modalità di Presentazione su Windows Vista.[10]

#### Versione beta 1 aggiornata
L'Aggiornamento di Windows Live Messenger Beta 1, distribuito il 13 dicembre 2006,, riporta bug abbastanza difettosi: alcuni utenti hanno avuto problemi con l'accesso o nell'aggiungere dei nuovi contatti.

#### Versione finale
Distribuita il 29 gennaio 2007., rende effettive le modifiche apportate dalla Beta 1. Dal 12 settembre 2007, tutte le versioni di Windows Live Messenger, dalla versione 8.1 in seguito, sono ora rese obsolete a causa di un problema di sicurezza individuato quando un utente accetta un invito in webcam o a una videoconversazione da un utente malintenzionato.

#### Versione beta 1
Il 27 maggio 2007, LiveSide ha segnalato una versione disponibile di Windows Live Messenger 8.5 in spagnolo. Per Stati Uniti, Regno Unito, Canada, Irlanda, Italia, Francia, Giappone, Germania, Cina e Spagna, l'aggiornamento è stato distribuito il 21 giugno 2007.
Importanti modifiche e funzionalità aggiunte includono:
- Questa versione richiede il SP2 di Windows XP, rispetto alle versioni precedenti che richiedevano il SP1.
- In collaborazione con la distribuzione di Windows Live 2.0, è stato introdotto un nuovo programma di installazione.
- La cartella del programma è reperibile nel Menu Avvio in una chiamata Windows Live.
- Tutte le finestre Messenger hanno un nuovo look, con uno stile esteticamente simile a quello di Windows Vista.[14]
- È stata aggiunta una nuova emoticon di un 'coniglio'.[15]
- È stata aggiunta l'integrazione di Windows Live OneCare Family Safety.[16]
- Gli aggiornamenti possono essere scaricati e installati tramite Microsoft Update, che iniziano con l'aggiornamento alla versione 8.5 Beta 1 o a quella successiva.

#### Versione beta 2
La seconda versione beta è stata distribuita il 5 settembre 2007 Vari problemi sono stati risolti in Beta 2, ma non sono state applicate modifiche significative. Rispetto alla prima versione beta, la build non mostra il termine "Beta" in cima alla finestra, anche se gli sviluppatori avevano notato che non era la versione finale. È da notare che il nuovo Windows Live Installer, utilizzato per installare Windows Live Messenger 8.5, non funziona su Windows Server 2003.

#### Versione finale
La versione finale di Windows Live Messenger 8.5 è stata distribuita il 6 novembre 2007.

### Versione 2009 (9.0 - 14.0)
Con gran sorpresa per programmatori e utenti, questa versione, dichiarata disponibile per la metà di febbraio (intorno al giorno 10) da un dipendente della Microsoft e Georgia Tech, Andrew Jenks, in una presentazione al Georgia Institute of Technology's IEEE Student Branch, è già disponibile ufficialmente dal 9 gennaio 2009.
Nuove funzionalità all'interno di WLM 9 includono molti componenti API. Esse includono anche la possibilità che hanno gli utenti di WLM per chattare con gli utenti di AIM/XMPP/ICQ lavorando sullo stesso metodo di Yahoo! Messenger, e hanno anche una versione interna di base, che funziona già con XMPP.
Le caratteristiche includono inoltre LiveSide contro la messaggistica spam, la capacità di rimanere segnato su diversi computer (denominato "Multiple Points of Presence Support"), la possibilità di inserire una GIF animata nell'immagine personale, suoni personalizzabili per le varie azioni degli utenti e URL cliccabili nella barra di stato.
È stata completamente cambiata la grafica, sono stati eliminati gli stati "Torno subito", "A pranzo" e "Al telefono" ed è stato eliminato il supporto alle Cartelle condivise, per migrare verso la condivisione su Internet dei file.
Il 20 novembre 2007, un invito a partecipare a Windows Live Messenger 9 Beta è stata inviato ai beta tester su Microsoft Connect. Successivamente, il 27 novembre 2007, Microsoft ha iniziato l'invio di e-mail ai beta tester, come benvenuto a Windows Live Messenger Beta 9.
Il pacchetto in cui si scaricherà Messenger si chiama Windows Live Essentials contenente altri programmi in cui Windows Live Movie Maker, Mail, Raccolta Foto, ecc., in cui l'utente ha la possibilità di scegliere quali programmi scaricare.

### Versione 2011 (15.0)
Nel tardo marzo del 2010, una versione beta di Windows live Essential 2011 è stata diffusa in rete, diffondendosi tramite le reti P2P. Il 30 settembre 2010 è stata ufficialmente distribuita la versione finale di Windows Live Messenger 2011.
Questa nuova versione presenta innanzitutto un restyling completo dell'interfaccia grafica, aggiungendo una nuova sezione chiamata in inglese "What's new" ("Novità"), un pannello nel quale sono riassunti tutti gli aggiornamenti di stato dei propri amici di Windows live, con design evidentemente ispirato a quello di Facebook. Infatti, tra le altre cose, è stata introdotta l'integrazione con i social network più famosi tra cui Facebook, MySpace, Twitter, YouTube e Flickr, la struttura di chat a schede e il restyling delle emoticon predefinite. È stata inoltre eliminata la possibilità di bloccare i propri contatti, però esiste una funzione analoga chiamata Invisibile per questa persona. Inoltre quando si è sullo stato Invisibile si può anche scegliere se essere visibili per alcune persone o gruppi. Come per Internet Explorer 9, questa versione di Messenger è compatibile solo con Windows Vista e Windows 7, basandosi sulla tecnologia Direct2D che non è supportata da Windows XP.

### Versione 2012 (16.0)
Il 7 agosto 2012 Microsoft ha reso disponibile una nuova versione del 2012 di Windows Live Essentials, che include Windows Live Messenger 2012.

## Nuove funzionalità su Windows Live Messenger
Tra le funzionalità disponibili rispetto al vecchio MSN Messenger, Windows Live Messenger aggiunge le seguenti:

### Condivisione cartelle
La condivisione di una cartella con un amico è un'alternativa all'invio di un singolo file. Quando un utente vuole fornire un file in un'altra persona, nella sua lista dei contatti, la finestra "condivisione cartella" viene visualizzata, con delle immagini in miniatura che sintetizzano il contenuto della cartella.
Quando i file vengono aggiunti alla "condivisione cartella" per quella persona in particolare, il file verrà automaticamente trasferito al corrispondente del computer quando è online. Ciò significa che la cartella è letteralmente "condivisa" tra due computer. Se un utente elimina un file, per esempio, il file verrà eliminato dal corrispondente del computer cartella condivisa.
La condivisione della cartella viene automaticamente ricreata alla prima connessione di Windows Live Messenger di un nuovo pc.
Per ridurre al minimo il rischio di trasferimento di virus, la funzione di "condivisione di una cartella" è fornita con un programma anti-virus. La funzionalità "condivisione di una cartella" può essere utilizzata solo su un computer con disco rigido formattato in modalità NTFS.
Questa funzione è stata eliminata in Windows Live Messenger 2009, sostituita dall'integrazione con il servizio di caricamento e condivisione online di file SkyDrive, della stessa famiglia di applicazioni Windows Live.

### Telefonate da PC a PC
In aggiunta alle chiamate da PC a PC che sono anche supportate nelle versioni precedenti, Windows Live Messenger supporta ora le chiamate da PC a telefono con Windows Live Call. Negli Stati Uniti, questa funzione è supportata da Verizon, contrassegnato come "Verizon Web Calling". Orange France ha anche un servizio simile. Questa funzione è disponibile solo in alcuni paesi, compresi gli Stati Uniti, il Regno Unito (non più disponibile da agosto del 2008), Francia, Germania, Paesi Bassi, Austria, Finlandia, Irlanda, Belgio, Spagna e Italia.

### Compatibilità con altri client
Windows Live Messenger infatti può essere utilizzato anche con altri account di posta elettronica come Gmail, Yahoo, Alice ecc. ma con delle limitazioni come la modifica del nome e altro ancora.

#### Yahoo! Messenger
Il 13 ottobre 2005, Yahoo! e Microsoft hanno annunciato piani per introdurre la compatibilità tra i due client,, la seconda più grande creazione di messaggistica istantanea base degli utenti di tutto il mondo: il 40 per cento di tutti gli utenti. L'annuncio viene dopo anni di interoperabilità con altri client (in particolare Trillian e Pidgin), e critiche da Google che la maggior parte dei client di messaggistica istantanea hanno bloccato la rete ad esso. Microsoft ha anche avuto colloqui con AOL, in un tentativo di introdurre ulteriori interoperabilità, ma AOL non è sembrata disposta a partecipare.
L'interoperabilità tra Yahoo! e Windows Live Messenger è stata lanciata il 12 luglio 2006. Questo permette agli utenti di Yahoo! e Windows Live Messenger (utilizzando testo o voce) gli uni con gli altri senza la necessità di creare un account su altri servizi, a condizione che i contatti utilizzino le ultime versioni del software. Tuttavia, se un utente utilizza un vecchio o un client di terze parti, essi verranno visualizzati in modalità non in linea per gli utenti sulla rete.

### Messaggistica offline
A differenza delle versioni precedenti, si possono inviare messaggi a contatti che sono offline, che riceveranno i messaggi una volta che si sono connessi.
Inoltre, si possono iniziare conversazioni anche quando il suo stato è impostato su invisibile, in modo simile al comportamento di Yahoo! Messenger e ICQ. Se parlate con qualcuno che ha un vecchio client di MSN Messenger, perderete la possibilità di parlare con voi stessi dopo un breve periodo di assenza di attività, visto che altri utenti potrebbero pensare che siate offline. Windows Live Messenger è stato reso disponibile su alcuni dispositivi mobili; una nuova tendenza che è dovuta al fatto che la gente preferisce inviare messaggi su Windows Live Messenger gli uni con gli altri attraverso una connessione Internet, al posto dei messaggi SMS.

### Giochi e applicazioni
Esistono vari giochi e applicazioni disponibili in Windows Live Messenger che possono essere aperti attraverso la finestra di conversazione cliccando sulla icona “giochi” e incitare il tuo "compagno".

### L'iniziativa I'm
L'iniziativa I'm, è un programma di Microsoft lanciato nel marzo 2007, che collega l'utente con le nove organizzazioni che si dedicano alle cause sociali attraverso Windows Live Messenger. Ogni volta che qualcuno ha una conversazione usando I'm, la Microsoft Corporation seleziona una parte del programma di entrate pubblicitarie con l'organizzazione di scelta dell'utente. Solo le conversazioni che sono inviati e/o ricevute negli Stati Uniti sono riconosciute. Non vi è alcun limite massimo fissato l'importo donato a ciascuna organizzazione. Più conversazioni I'm vengono inviate dall'utente, più denaro va a una delle nove cause. Ogni partecipante dell'organizzazione è garantita una donazione di un minimo di 100.000 $ durante il primo anno del programma. Non esiste alcuna data di fine per il programma. L'iniziativa I'm di WLM funziona solo sulle versioni 8.1 e 8.5.

### Xbox 360
Il supporto Windows Live Messenger è stato incluso nella bacheca della primavera del 2007 dell'Xbox 360, come aggiornamento distribuito il 9 maggio 2007. Non ufficialmente, è conosciuto come Windows Live Messenger 360.
Coloro che utilizzano Windows Live Messenger, sono in grado di vedere la Gamertags degli amici loggati nell'Xbox Live, compresa il gioco con cui stanno giocando. Gli utenti di Xbox 360 Live possono chattare nel gioco (o durante la visione di un film). Sebbene è supportata la chat di solo testo, Microsoft ha suggerito che le chat video e audio potranno entrare a farne parte in futuro.
In coincidenza con l'arrivo della integrazione di Windows Live Messenger con Xbox Live, Microsoft ha distribuito una nuova tastiera per Xbox 360 chiamata Xbox 360 Chatpad per facilitare l'inserimento di testo. La tastiera si collega al controller standard Xbox 360 tramite il jack per cuffie e si caratterizza per i tasti QWERTY, è comunque possibile utilizzare una qualsiasi tastiera USB con Xbox 360.
Sempre dal 4 dicembre 2007, con un account per bambini è possibile utilizzare Windows Live Messenger su Xbox Live.

### Piattaforma S60
Un client per Windows Live Messenger è stato sviluppato da Microsoft per Symbian S60, comunemente utilizzato in cellulari come gli smartphone di Nokia e distribuito il 23 agosto 2007 per mercati selezionati. Questa versione di Windows Live Messenger include molte delle funzionalità del client di Windows Live Messenger, compresi i contatti raggruppati, voice clip, immagini e file di invio, nonché le caratteristiche uniche di S60 come schede finestre di chat, l'integrazione con la lista di contatti e altre funzionalità della piattaforma S60. Microsoft ha installato un prompt al primo utilizzo di Windows Live Messenger per S60.

### Altre modifiche
- I nickname dei singoli contatti possono essere personalizzati per apparire diversi da quello che hanno stabilito i contatti.
- I messaggi dei contatti possono essere anche con i timestamp.
- Windows Live Messenger ha la capacità di togliere il prefisso dei nomi dei contatti se la stessa persona scrive più messaggi. Se lo stesso contatto scrive più di un messaggio, il nome del contatto verrà visualizzato solo per il primo messaggio. Tuttavia, se i messaggi sono in timestamp, e l'ora cambia, il nome del contatto verrà visualizzato con una nuova data.
- Lo schema dei colori può essere scelto per l'intera applicazione, compresa la finestra di stato, e non solo le finestre di conversazione. Un menu per cambiare il colore del tema è situato al di sotto della casella del messaggio personale in Windows Live Messenger, per facilitare la scelta dei colori.
- Microsoft Passport è stato sostituito da Windows Live ID.
- Iniziando con la versione 8.1, la visualizzazione delle immagini e del messaggio personale sono memorizzati sul server, sono ovunque qualsiasi persona effettui l'accesso, le immagini e il messaggio continuano a comparire. Tuttavia, tutti i computer devono avere la versione 8.1 o successiva per tale funzione
- Dalla versione 9, gli stati in cui può essere visualizzato un contatto, da 7, si son ridotti a quattro: disponibile, occupato, non al computer e invisibile.

## Protocollo
Windows Live Messenger sfruttava la Microsoft Notification Protocol (MSNP) oltre al TCP (e facoltativamente su HTTP a che fare con i server proxy) per la connessione a. NET Messenger Service, un servizio offerto sulla porta 1863 di messenger.hotmail.com. L'ultima versione è la è 15 (MSNP15), utilizzato da Windows Live Messenger e altri client di terze parti. MSNP15 introduce un meccanismo di autenticazione diverso. Il protocollo non è completamente segreto; gli sviluppatori sono a conoscenza della distribuzione della seconda versione di Microsoft disclosed (MSNP2) in una Bozza di Internet (ID), ma non hanno mai distribuito le versioni 8, 9, 10, 11, 12, 13, o 14 al pubblico. Il server di. NET Messenger Service supporta solo versioni dalla 8 in su, per cui la sintassi dei comandi delle nuove versioni dalla 8 alla 14 è conosciuta solo utilizzando sniffing come Wireshark.

## Concorrenza
I rivali più famosi di Windows Live Messenger sono stati AIM e ICQ (entrambi di AOL), Skype (poi acquisito dalla stessa Microsoft), Trillian, Pidgin (ex Gaim), aMSN e altri client di XMPP, compreso Google Talk.
In Cina QQ è il client di messaggeria istantanea più diffuso. Sebbene l'utilizzo al di fuori della Cina sia minimo, l'utilizzo domestico è stato superiore ai 226 milioni di utenti. Tuttavia a seguito dell'ingresso nel mercato cinese di MSN Messenger, la popolarità di QQ è stata significativamente ridotta. MSN Messenger deteneva circa il 17 % della quota del mercato cinese.
In Messico, Framecode era uno dei client di messaggistica istantanea più utilizzati, per poi sparire quasi del tutto.
Gadu-Gadu rimane il più popolare IM in Polonia, con oltre 6 milioni di utenti online ogni giorno. Recentemente, tuttavia, sta lentamente cedendo il passo a Skype.

## Estensioni popolari del programma
Erano disponibili alcuni componenti aggiuntivi per estendere le capacità di Windows Live Messenger e/o attivare funzioni disabilitate di default. Tra questi:
- A-Patch
- Messenger Plus! Live
- MessengerDiscovery
- WLM OSD Plugin - On Screen Display
- Mess Patch
- IMBooster

## Malware
Windows Live Messenger (insieme ad altri client, come ad esempio Yahoo! Messenger ed AOL Instant Messenger) era spesso usato come conduttore o "vettore" per la distribuzione di software dannosi, come spyware, virus, worm e Trojan Horse a dei semplici utenti di computer. I due metodi utilizzati dai cracker per offrire il malware attraverso gli IM erano:
- inviare un file da trasferire infetto da virus
- offrendo un messaggio con il contenuto di ingegneria sociale, contenente un indirizzo Web (URL), contenenti codici dannosi. Virus e worm con nomi colorati come W32.Yalove o Troj/Msnfake-L sono stati identificati come bersaglio dagli utenti di Windows Live Messenger (e del precedente MSN Messenger) negli ultimi anni.

Il metodo più comune di fornire un carico dannoso è l'utilizzo dell'"ingegneria sociale" per la costruzione di un messaggio che sembra venire da un contatto del destinatario tra l'elenco dei contatti. Un messaggio di ingegneria sociale è quello che è scritto in un modo amichevole ed informale, che potrebbe facilmente essere scambiato come uno proveniente da un amico. Il messaggio di solito dirà qualcosa come "Clicca qui per vedere le mie foto in vacanza!" O "Sei tu?" con un indirizzo web - noto come "URL avvelenato" - per il destinatario da cliccare. Cliccando sull'indirizzo web, il destinatario è collegato ad un sito web contenente un contenuto attivo, che è immediatamente scaricato sul suo computer. Nella maggior parte dei casi, il payload contiene un installer, un certo numero di file nascosti contenenti del testo e un codice che causa lo stesso messaggio di ingegneria sociale, con l'URL avvelenato per essere spedito ad ogni contatto nella lista dei contatti. Quando il messaggio è stato inviato a tutti i contatti, il ciclo comincia di nuovo, visto che ogni contatto ritiene che sta ricevendo un messaggio da un amico fidato. In questo modo, tramite gli IM i malware sono in grado di propagarsi molto più rapidamente attraverso la società e le reti esterne.
Worm e virus vengono rilevati in basi regolari dalle società di sicurezza, in particolare da parte delle tre società di rete certificate dei prodotti degli specifici IM per la sicurezza, come Akonix Systems, FaceTime Communications e Symantec. Secondo i ricercatori di sicurezza degli IM di Akonix, il numero medio delle nuove minacce identificate al mese durante il periodo gennaio 2006 - agosto 2007 è stato di 34, con un massimo di 88 nell'ottobre 2006, con una deviazione standard di 19.

### Vulnerabilità di sicurezza
Il 12 settembre 2007, il Blog di Windows Live Messenger ha postato una voce che segnalava una vulnerabilità di sicurezza che affliggeva le versioni di Messenger superiori alla 8.1. Stando al bollettino, il bug "potrebbe consentire l'esecuzione di codice remoto quando un utente accetta un invito per webcam o chat video da un utente malintenzionato. Un utente malintenzionato che sfrutta con successo questa vulnerabilità potrebbe assumere il controllo completo del sistema". Sono stati subito distribuiti aggiornamenti critici per risolvere il problema. Per le versioni in esecuzione su Windows 2000 e seguenti, è stato necessario l'aggiornamento a una nuova versione di MSN Messenger 7.0; per le versioni in esecuzione su Windows XP, invece, è stato necessario l'aggiornamento alla versione 8.1 di Windows Live Messenger.

## Tentativi e successiva riesumazione di Windows Messenger
Il primo tentativo di riesumare Windows Messenger è stato nel 2013, da parte di Jonathan Kay (ha lavorato nello sviluppo di Messenger). Il programma di Kay installava o modificava una versione già installata del prodotto per rimuovere il blocco che forzava gli utenti ad aggiornare a Skype, e reindirizzare al server se necessario, il suo metodo ha funzionato fino quando Microsoft ha spento i server di Messenger Service. il suo programma ha funzionato fino al 2017, quando l'ultimo server fu chiuso. Il secondo tentativo fu nel 2017 da parte di Valtron, nella forma di un server alternativo chiamato Escargot Archiviato il 29 maggio 2020 in Internet Archive., che permette agli utenti di usare certe versioni del software di messaggistica (dalla 1.0 alla 2009, ma in futuro anche le versioni successive) nuovamente. Questo è stato compiuto facendo ingegneria inversa dell'architettura dei server originali, in modo tale da ricrearli e permettere nuovamente l'uso di Messenger. il progetto è in continuo sviluppo e crescita, ampliando il supporto a versioni successive alla 2009 nei mesi seguenti. Il loro forum ufficiale è NINA Archiviato il 3 dicembre 2020 in Internet Archive.

### Altri client
- Adium (Mac OS X)
- Meetro (Mac OS X e Windows)
- Kmess (Linux)
- Pidgin (software)
- Miranda IM
- Naim
- Trillian (software)
- AMSN (cross-platform)
- Kopete (cross-platform)
- Emesene (cross-platform)
- MTMChat (client di messaggistica istantanea e scambio file)